# 長町インターチェンジ
長町インターチェンジ（ながまちインターチェンジ）は、宮城県仙台市太白区にある仙台南部道路のインターチェンジである（東北自動車道方面からは最初の出口）。
長町ICの名称であるが、実際にインターチェンジがある場所は郡山という地名であり、JR長町駅がある長町地区からは少し離れている。仙台南部道路の長町IC-仙台若林JCT間は4車線であるが、長町IC付近-仙台南IC間は暫定2車線となっている。2003年度の進入車数は121万5,578台、流出車数は127万1,915台だった。

## 道路

### 本線
- E48 仙台南部道路（52番）

### 接続する道路
- 国道4号（仙台バイパス）

## 周辺
- 陸上自衛隊 霞目駐屯地
- 仙台市交通局霞の目営業所
- 仙台南警察署
- 仙台市立病院
- 仙台市交通局長町営業所
- 仙台市地下鉄南北線 長町駅
- 仙台市地下鉄南北線  長町一丁目駅
- JR東日本　長町駅
- JR東日本 太子堂駅
- ゼビオアリーナ仙台
- IKEA仙台
- ザ・モール仙台長町
- ララガーデン長町

## 隣
E48 仙台南部道路
(51) 今泉IC - (52) 長町IC - (53) 山田IC

## 備考
- 西側の山田ICは、当IC及び仙台東部道路方面からの一般道への最終出口となっており、山田ICを通過すると東北自動車道まで一般道への出口は無し（仙台南ICでは仙台南部道路から一般道への流出不可）。